# Istorija robotike
Istorija robotike obuhvata razvoj i evoluciju robota kroz vekove, od drevnih mitova i legendi do savremenih tehnoloških dostignuća. Robotika kao disciplina obuhvata proučavanje, dizajn, izradu i primenu robota, mašina koje mogu da izvršavaju različite zadatke sa minimalnom ili bez ljudske intervencije.

## Poreklo
Koncept robota ima duboke korene u ljudskoj istoriji, koji sežu unazad hiljadama godina. U drevnim mitologijama i legendama mogu se naći priče o veštačkim bićima koja imaju ljudske osobine. Na primer, antički Grci su imali mit o Talosu, gigantskom bronzanom čoveku koji je čuvao Krit.

## Razvoj
Prvi koraci ka stvaranju pravih robota počeli su u 20. veku. Početkom 20. veka naučnici su počeli da istražuju mogućnosti automatizacije i razvoja mašina koje mogu da obavljaju specifične zadatke. Tokom Drugog svetskog rata razvijeni su prvi automatski uređaji za vojne svrhe, kao što su torpeda i daljinski upravljani avioni.

## Ključni događaji
- 1954. godine: Džordž Devol[5] i Džozef Engelberger[6] osnovali su kompaniju „Unimation”,[7] koja je proizvela prvi industrijski robot, nazvan „Unimate”.[8] Ovaj robot je bio korišćen za automatsko skladištenje i manipulaciju materijalima u fabrici General Motorsa.
- 1961. godine: Džon Makarti, profesor na Univerzitetu Stanford, predstavio je prvi manipulator sa veštačkom inteligencijom, nazvan „Stanford robot”.[9]
- 1970. godine: Objavljena je „Tri zakona robotike”od strane naučnofantastičnog pisca Isaka Asimova, koji su postali temeljna etička načela u razvoju robota.
- 1984. godine: Honda je predstavila „E0”,[10] prvi humanoidni robot, koji je predstavljao veliki korak napred u robotici.
- 2002. godine: NASA je lansirala svemirski rover„ Spirit” na Mars, koji je postao prvi robot koji je uspešno istraživao površinu Crvene planete.

## Savremena era
U 21. veku robotika je postala sveprisutna u različitim aspektima našeg života. Roboti se koriste u industriji, medicini, istraživanju svemira, vojsci, domaćinstvu, zabavi i mnogim drugim oblastima. Razvoj veštačke inteligencije omogućio je robotima da budu sve pametniji i autonomniji, što otvara nova vrata za njihovu primenu i mogućnosti.

## Eksponencijalni napredak
Jedna od ključnih karakteristika razvoja robotike u savremenom dobu jeste eksponencijalni napredak tehnologije. Svake godine, roboti postaju sve napredniji, s većom preciznošću, brzinom i sposobnošću da obavljaju složene zadatke. To se posebno vidi u oblastima kao što su autonomna vozila,veštačka inteligencija i robotika u zdravstvu.

## Inovacije u industriji
Industrijska robotika je doživela značajan razvoj, što je rezultiralo povećanom efikasnošću i produktivnošću u mnogim industrijama. Danas se roboti koriste za automatizaciju procesa u proizvodnji automobila, elektronike, prehrambene industrije i mnogim drugim sektorima. To je dovelo do smanjenja troškova proizvodnje i povećanja kvaliteta proizvoda.

## Etika i bezbednost
Sa sve većim prisustvom robota u našem svetu, postavlja se pitanje etike i bezbednosti. Kako roboti postaju autonomniji, postoji zabrinutost u vezi s potencijalnim rizicima po ljude i društvo. Pitanja o odgovornosti, privatnosti podataka, i mogućnosti zloupotrebe tehnologije postaju sve važnija i zahtevaju sveobuhvatan pristup regulaciji i normativnom okviru.

## Budućnost robotike
Budućnost robotike izgleda obećavajuće, ali i izazovno. Očekuje se da će roboti postati još prisutniji u našem svakodnevnom životu, od domaćinstva do industrije, ali će istovremeno biti potrebno rešavati složene probleme kao što su socijalne implikacije automatizacije i razvoj veštačke inteligencije.
Uprkos izazovima, robotika ostaje fascinantna oblast koja oblikuje našu budućnost i otvara nove horizonte za istraživanje i inovacije. S pažljivim pristupom i stalnim napretkom možemo očekivati da će roboti nastaviti da poboljšavaju naš život i društvo u celini.

## Literatura
- "Flesh and Machines: How Robots Will Change Us" - Rodney Brooks.

- "Robots: From Science Fiction to Technological Revolution" - Robin Murphy.
- "Robots: A Reference Handbook" - David E. Newton.
- "The Second Machine Age: Work, Progress, and Prosperity in a Time of Brilliant Technologies" - Erik Brynjolfsson i Andrew McAfee.
- "Robotics Through Science Fiction: Artificial Intelligence Explained Through Six Classic Robot Short Stories" - Jacob Brogan.